# Cosentinia vellea
Cosentinia vellea — вид рослин родини птерисових (Pteridaceae).

## Морфологія

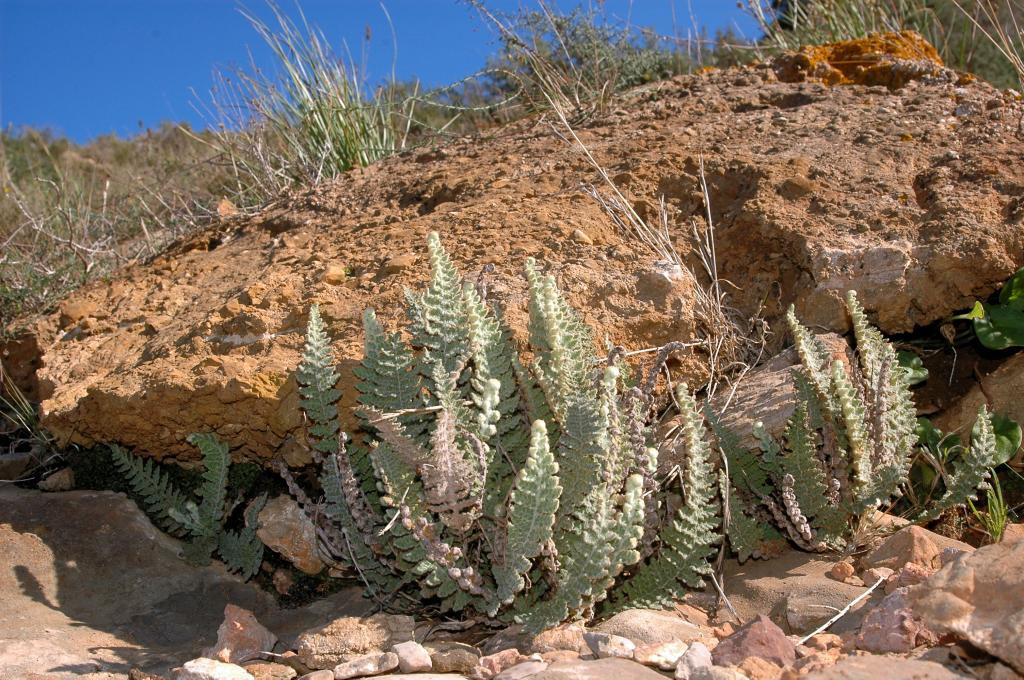

Рослина з коротким, повзучим кореневищем і розташованими в пучках листками з коротким черешком. Вайї до 37 см; черешок червонувато-коричневого кольору, білувато шерстистий, листочки 2-перисті, довгасто-ланцетоподібні, покриті з обох сторін опушенням білуватий, потім іржавистий. Спори 42-75 мкм, бородавчасті, розміщаються знизу на краю листа.

## Поширення, біологія
Надає перевагу теплим й сонячним місцям серед кварцитових каменів, на вапняних субстратах або вулканічному попелі; висота зростання: 0-1200 м над рівнем моря. Під час сильної посухи, рослина закочує листя в пухнасту кулю і чекає осіннього дощу. Зустрічається в Середземномор'ї (у тому числі в Іспанії, на Балеарських островах і на Корсиці), а також Південно-Західній Азії в Гімалаях і в Макаронезії).